# Governor Phillip Tower
De Governor Phillip Tower, de Governor Macquarie Tower en het Museum of Sydney zijn de belangrijkste elementen van een grootschalig project in het centrale zakendistrict van Sydney in de staat New South Wales, Australië. Het vastgoedontwikkelingscomplex, voltooid in 1994, bevindt zich op een verhoogde locatie in het noordoosten van het centrale zakendistrict. Het complex omvat de locatie van het eerste Government House, een van Australië's oudste en belangrijkste locaties van Europees erfgoed. Het adres is 1 Farrer Place. Het gebouw is ontworpen door architectenbureau Denton Corker Marshall en gebouwd door Grocon. Ten tijde van de voltooiing werd het beschouwd als een gebouw dat nieuwe normen voor de commerciële architectuur in Sydney bereikte op het gebied van afwerkingskwaliteit en design.
De noordkant van het terrein, aan Bridge Street, bevat de overblijfselen van het eerste regeringsgebouw. Integraal onderdeel van de ontwikkeling was de conservatie van de archeologische resten en de integratie ervan in het Museum of Sydney, dat tegelijkertijd met de ontwikkeling werd gebouwd en geopend.
Het complex bestaat uit vijf hoofdonderdelen: Governor Phillip Tower, Governor Macquarie Tower, First Government House Plaza, het Museum of Sydney en twee rijen terrassen die zijn omgebouwd tot kantoorruimtes.

## Geschiedenis
De bouw begon slechts enkele maanden na de aankomst van de Britse Eerste Vloot in 1788 en dateert uit het begin van de Australische Europese geschiedenis. Het was het eerste substantiële gebouw dat in Australië werd gebouwd. De verhoogde locatie was prominent, met uitzicht op Sydney Cove, en het gebouw was de eerste 60 jaar het centrum van de koloniale overheid en handel. Het werd in 1845 gesloopt, hoewel belangrijke overblijfselen van de fundering nu bewaard zijn gebleven en geïnterpreteerd. De locatie van het First Government House is een van de zes locaties in de omgeving van Sydney die op de National Heritage List van het Department of the Environment staan.
De noordelijke kant van het terrein, aan Bridge Street, bleef 50 jaar lang leegstaan. In de jaren 70 en 80 nam de kritiek toe op de opening in het prestigieuze centrum van Sydney's financiële district, een gebied met imposante zandstenen gebouwen en koloniale geschiedenis, met hier en daar verschillende moderne, hoogwaardige kantoortorens. In 1982 werd een aanvraag voor de ontwikkeling van een hoog kantoorgebouw goedgekeurd, maar archeologisch onderzoek in 1983 bracht delen van de fundering van First Government House aan het licht. In die tijd ontstond in heel Australië een hernieuwd besef van de geschiedenis van het land, en de suggestie van een hoog kantoorgebouw op zo'n belangrijke historische locatie stuitte op brede weerstand.
De regering van Nieuw-Zuid-Wales vond een oplossing door vloeroppervlakte van het gebied met de historische fundering over te brengen naar ruimte direct erachter, ten zuiden ervan. Projectontwikkelaar Sid Londish maakte gebruik van de ruimte, die de samenvoeging van de hele locatie tot een succes maakte, waardoor het project commercieel haalbaar werd. De resulterende locatie beslaat een heel blok, begrensd door Bridge Street, Bent Street, Phillip Street en Young Street.

## Vastgoedontwikkelingen

### Gouverneur Phillip Tower
De Governor Phillip Tower domineert de locatie. Hij staat 10 verdiepingen boven straatniveau op een reeks grote verzinkte draagbalken bovenop een met zandsteen bekleed podium van vier verdiepingen (waarop ook de Governor Macquarie Tower rust). Dit maximaliseert het uitzicht, en dus de huurinkomsten, voor alle verdiepingen. De meningen zijn echter verdeeld over de mate waarin deze enorme basis van 10 verdiepingen bijdraagt aan de relatie van het gebouw met de straat.
De gevel is gemaakt van grijs graniet en glas, gebruikt voor een dure en zeer gedetailleerde afwerking. De stalen dakelementen worden ook wel de melkkrat genoemd.
Op 227 meter is het het zevende hoogste gebouw in de stad qua dakhoogte en het elfde qua architectonische hoogte, hoewel de hogere 25 Martin Place en de World Tower beide slechts een fractie hoger zijn met 228 meter. Gemeten tot aan de punt van de antenne van het gebouw, staat het op een hoogte van 254 meter, hoewel deze meting als onofficieel wordt beschouwd omdat antennes niet in de officiële hoogtes worden opgenomen volgens de meetnormen van de CTBUH . Het is misschien wel het meest visueel dominante gebouw in de skyline van het zakendistrict van Sydney. Vanuit veel prominente hoeken, en met name vanuit de meeste uitkijkpunten over de haven van Sydney, lijkt het met afstand het hoogste gebouw in de skyline; dit is echter perspectiefillusie.

### Gouverneur Macquarie Tower
De Governor Macquarie Tower telt 41 verdiepingen en grenst aan en ten zuiden van de Governor Phillip Tower. De gevel is identiek, maar de vorm en de massa verschillen aanzienlijk, met een ontbrekende, dramatische dakconstructie en een verspringende in plaats van een steile daklijn. De belangrijkste huurder is Minter Ellison.  De toren staat op de locatie van het voormalige gebouw van Legal & General, dat destijds het hoogste gebouw was dat in Sydney is gesloopt.
De hoofdingang van beide gebouwen is vanaf Farrer Place. Ze delen een grote en indrukwekkende hal, die de twee gebouwen met elkaar verbindt en een extra ingang biedt vanaf Phillip Street.

### Eerste regeringshuis en museum van Sydney
First Government House Plaza is een openbare openluchtruimte en onderdeel van het Museum of Sydney, gelegen aan de kant van Bridge Street. Het ontwerp is minimalistisch en gedisciplineerd, bedoeld om een gevoel van het verleden van de locatie op te roepen. Het grootste deel van de resten van het First Government House is bedekt met bestrating. De individuele bestrating kan echter worden verwijderd en de resten zijn te bekijken door een glazen piramide. De omtrek van het oorspronkelijke gebouw is zichtbaar in het bestratingspatroon.

### Reactie
Kritiek op het complex richt zich met name op de enorme, zelfs benauwende schaal van de hoofdtoren, met name op straatniveau, en op de ongemakkelijke en onsamenhangende verhouding tussen de twee torens.
Architectonisch gezien worden het museum en het plein door velen beschouwd als het meest succesvolle aspect van de ontwikkeling. En hoewel de relatie van het massieve en dominante gebouw met de straat vaak in twijfel is getrokken, wordt het algemeen erkend als een ontwikkeling van zeer hoge kwaliteit; "Dit is geen goedkope, slapstick-projectontwikkelaar. Het is ook geen postmoderne New Yorkse deco-pastiche... een van de interessantste en belangrijkste bouwontwikkelingen die Sydney heeft gezien... en het voegt veel intellectuele inhoud en spel toe", aldus architectuurcriticus Francesca Morrison. 

## Afbeeldingen in de populaire cultuur
De toren was te zien in de 2000 film Mission: Impossible 2, waar hij dienst deed als hoofdkantoor van het fictieve farmaceutische bedrijf BioCyte.

## Galerij

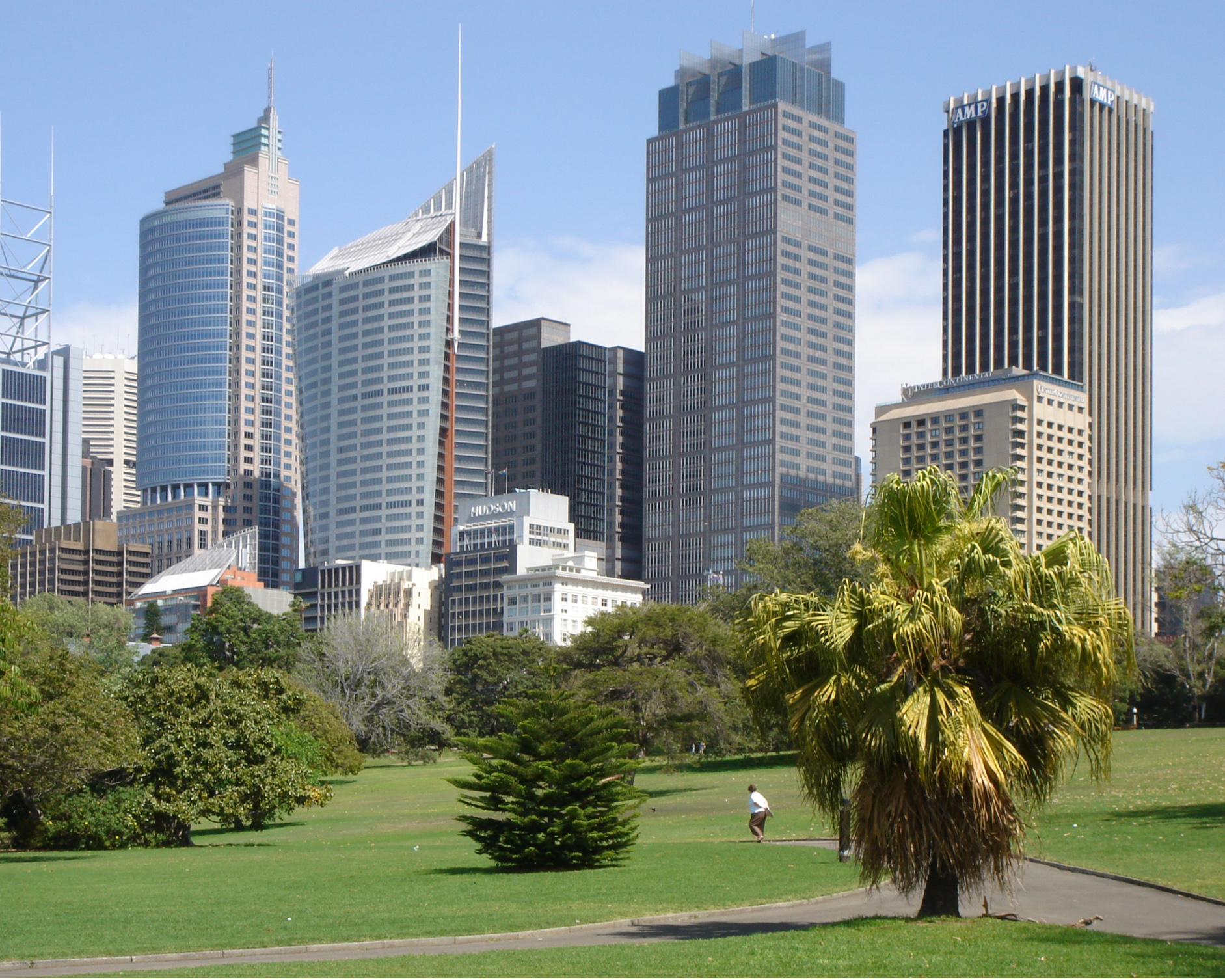
Gouverneur Phillip Tower (tweede van rechts) en het AMP Centre, Aurora Place en Chifley Tower
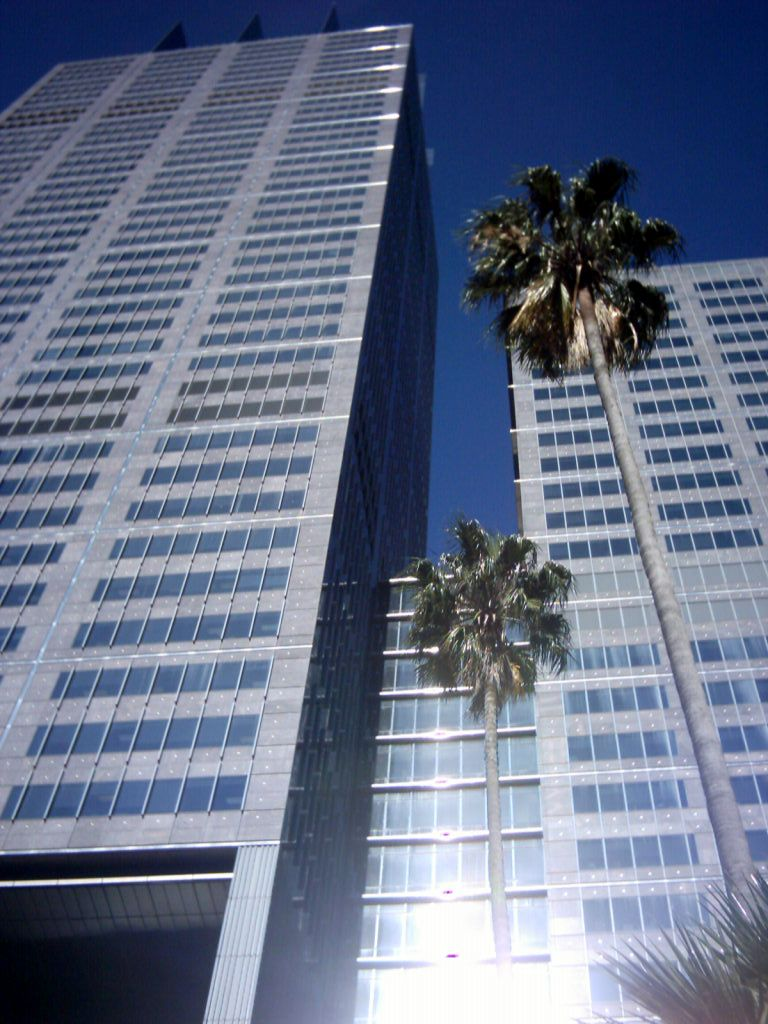
Gouverneur Phillip Tower en gouverneur Macquarie Tower
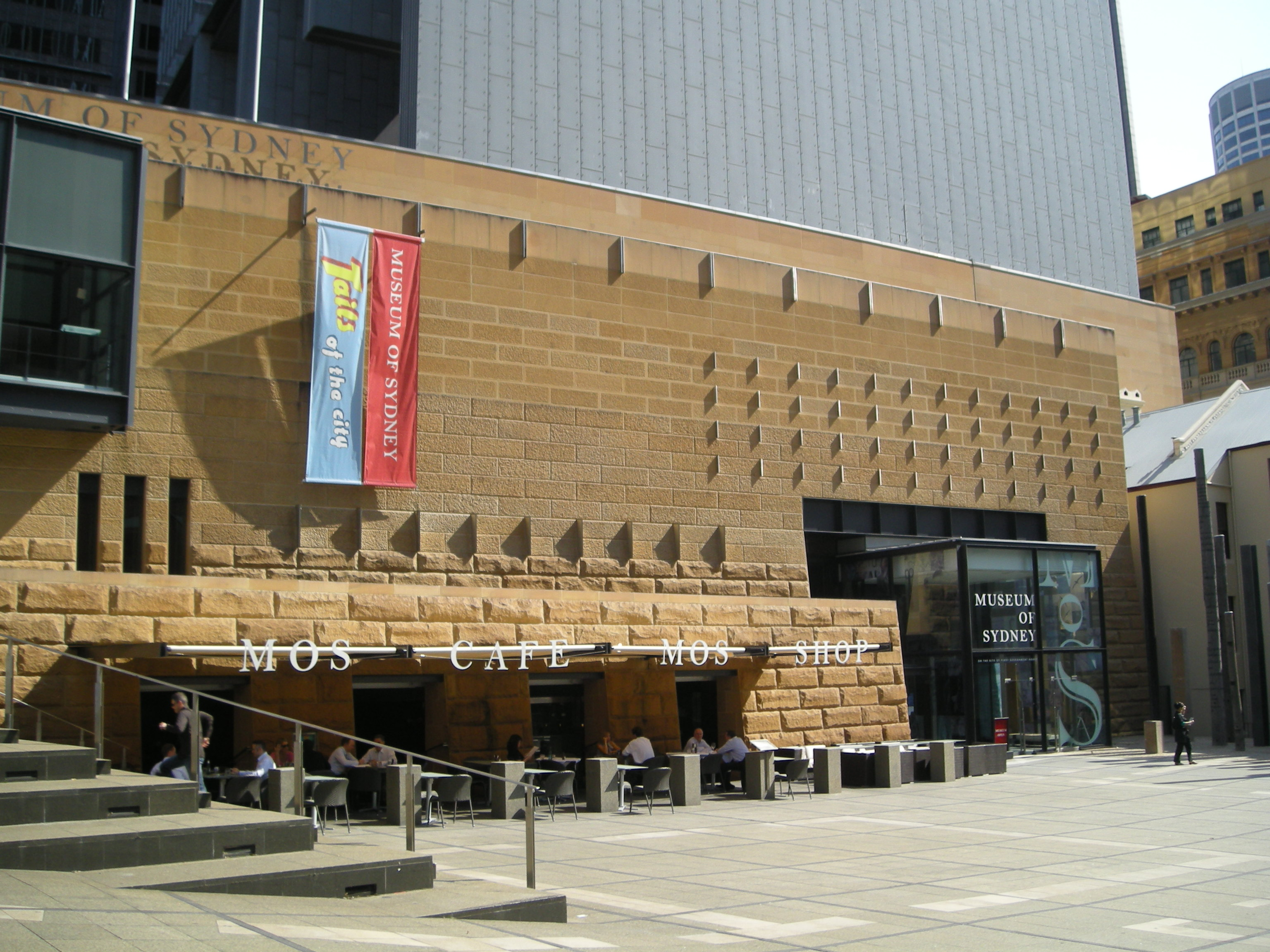
Hoofdingang van het Museum van Sydney . Let op de contouren van de funderingen van het Eerste Regeringshuis, ingebouwd in de stoep.